# Ołeh Hołodiuk
Ołeh Jurijowycz Hołodiuk, ukr. Олег Юрійович Голодюк (ur. 2 stycznia 1988 Kuźniecowsku, w obwodzie rówieńskim) – ukraiński piłkarz, grający na pozycji pomocnika.

## Kariera piłkarska

### Kariera klubowa
Wychowanek Szkoły Kultury Fizycznej we Lwowie. Pierwsze trenerzy - Bohdan Potoczniak i Wołodymyr Wilczynski. Rozpoczął karierę piłkarską najpierw w drugiej i rezerwowej drużynie Karpat, a od sezonu 2008/2009 w pierwszej jedenastce. 31 lipca 2006 debiutował w klubie Karpaty-2 Lwów. 15 czerwca 2016 przeszedł do Worskły Połtawa. 17 stycznia 2017 za obopólna zgodą kontrakt został anulowany. 27 lutego 2017 wrócił do Karpat. 28 stycznia 2019 podpisał kontrakt z Szombathelyi Haladás. Latem 2019 przeniósł się do Zalaegerszegi TE FC. 6 stycznia 2020 opuścił węgierski klub.

### Kariera reprezentacyjna
W 2008 zadebiutował w młodzieżowej reprezentacji Ukrainy. Wcześniej występował w juniorskiej reprezentacji Ukrainy.